# Allium caroli-henrici
Allium caroli-henrici — вид рослин з родини амарилісових (Amaryllidaceae); ендемік Афганістану.

## Поширення
Ендемік Афганістану.